# セイントアンドリューズゴルフクラブ
セイントアンドリューズゴルフクラブは米国ニューヨーク州ヘイスティングズオンハドソンにあるゴルフクラブ。 

## 歴史
1888年にスコットランドのダンファームリン出身のジョン・レイドにより設立された米国最古のゴルフクラブである。クラブの紋章にはスコットランドの斜め十字が取り入れられている。現在の所在地には1897年にウィリアム・H・タッカーとハリー・タルマッジの設計で建設された18ホールのコースがある。1983年には伝説的ゴルファーであるジャック・ニクラウスにより改修が行われた。 

### 全米ゴルフ協会
同じニューヨーク州にあるシネコックヒルズゴルフクラブ、イリノイ州のシカゴゴルフクラブ、ロードアイランド州のニューポートカントリークラブ、そしてマサチューセッツ州のザカントリークラブとともにセイントアンドリューズゴルフクラブはゴルフを統括する2大団体の一つである全米ゴルフ協会 (USGA) 設立時（1895年）の5クラブの一つに名を連ねている。 

## 大衆文化において
20世紀最後の20年間、クラブはニューヨークタイムズにしばしば取り上げられ攻撃された。1983年の記事では、メンバー数が減少してきており、その挽回のため敷地内にコンドミニアムやタウンハウスを建設すると報じられた。1989年の記事には初めての黒人会員が加入したことが伝えられた。1997年記事ではこの地域の複数のクラブが持つ人種偏見や 20,000 ドルもの入会金と9,000ドルの年会費、さらにはメンバーにはキリスト教の白人が大多数を占めており、1970年代まではスコットランド移民の出自を持つ長老派キリスト教徒でないとメンバーになれなかったことが報道された。 